# Dijon Football Côte-d'Or 2016-2017
Questa voce raccoglie le informazioni riguardanti il Dijon Football Côte-d'Or' nelle competizioni ufficiali della stagione 2016-2017.

## Rosa 2016-2017
Aggiornata al 29 agosto 2016.
| N. |                       | Ruolo | Calciatore              |
| -- | --------------------- | ----- | ----------------------- |
| 1  | Francia (bandiera)    | P     | Benjamin Leroy          |
| 2  | Ungheria (bandiera)   | D     | Ádám Lang               |
| 3  | Francia (bandiera)    | D     | Anthony Belmonte        |
| 4  | Francia (bandiera)    | D     | Jordan Lotiès           |
| 5  | Francia (bandiera)    | D     | Quentin Bernard         |
| 6  | Francia (bandiera)    | C     | Guillaume Sarrabayrouse |
| 7  | Francia (bandiera)    | A     | Yohann Rivière          |
| 8  | Francia (bandiera)    | C     | Pierre Lees-Melou       |
| 9  | Francia (bandiera)    | A     | Loïs Diony              |
| 10 | Francia (bandiera)    | C     | Jérémie Bela            |
| 11 | Capo Verde (bandiera) | A     | Júlio Tavares           |
| 13 | Francia (bandiera)    | C     | Marvin Martin           |
| 14 | Francia (bandiera)    | C     | Jordan Marié            |
| 15 | Francia (bandiera)    | C     | Florent Balmont         |

| N. |                           | Ruolo | Calciatore           |
| -- | ------------------------- | ----- | -------------------- |
| 16 | Francia (bandiera)        | P     | Bobby Allain         |
| 17 | Algeria (bandiera)        | C     | Mehdi Abeid          |
| 18 | Francia (bandiera)        | C     | Frédéric Sammaritano |
| 19 | Francia (bandiera)        | D     | Valentin Rosier      |
| 20 | Francia (bandiera)        | C     | Romain Amalfitano    |
| 21 | Marocco (bandiera)        | C     | Yunis Abdelhamid     |
| 22 | Corea del Sud (bandiera)  | C     | Kwon Chang-hoon      |
| 23 | Svizzera (bandiera)       | D     | Vincent Ruefli       |
| 24 | Francia (bandiera)        | C     | Dylan Bahamboula     |
| 25 | Rep. del Congo (bandiera) | D     | Arnold Bouka Moutou  |
| 26 | Marocco (bandiera)        | D     | Fouad Chafik         |
| 27 | Francia (bandiera)        | C     | Cédric Varrault      |
| 30 | Francia (bandiera)        | P     | Baptiste Reynet      |